# 拉蘇維爾卡湖
12°52′10″S 74°9′22″W / 12.86944°S 74.15611°W
拉蘇維爾卡湖（Rasuwillka），是秘魯的湖泊，位於該國中南部阿亞庫喬大區的萬塔省和拉馬爾省，處於潘帕科查湖和亞納科查湖以北的安第斯山脈地區，海拔高度4,800米。